# Temblador
Temblador é uma cidade venezuelana.

### Festividades
Na localidade, os Carnavais são apresentados durante os meses de fevereiro ou março.